# 大洲停车场
大洲停车场，位于中国广东省广州市番禺区，是广州地铁2号线的车辆停放基地。

## 建筑

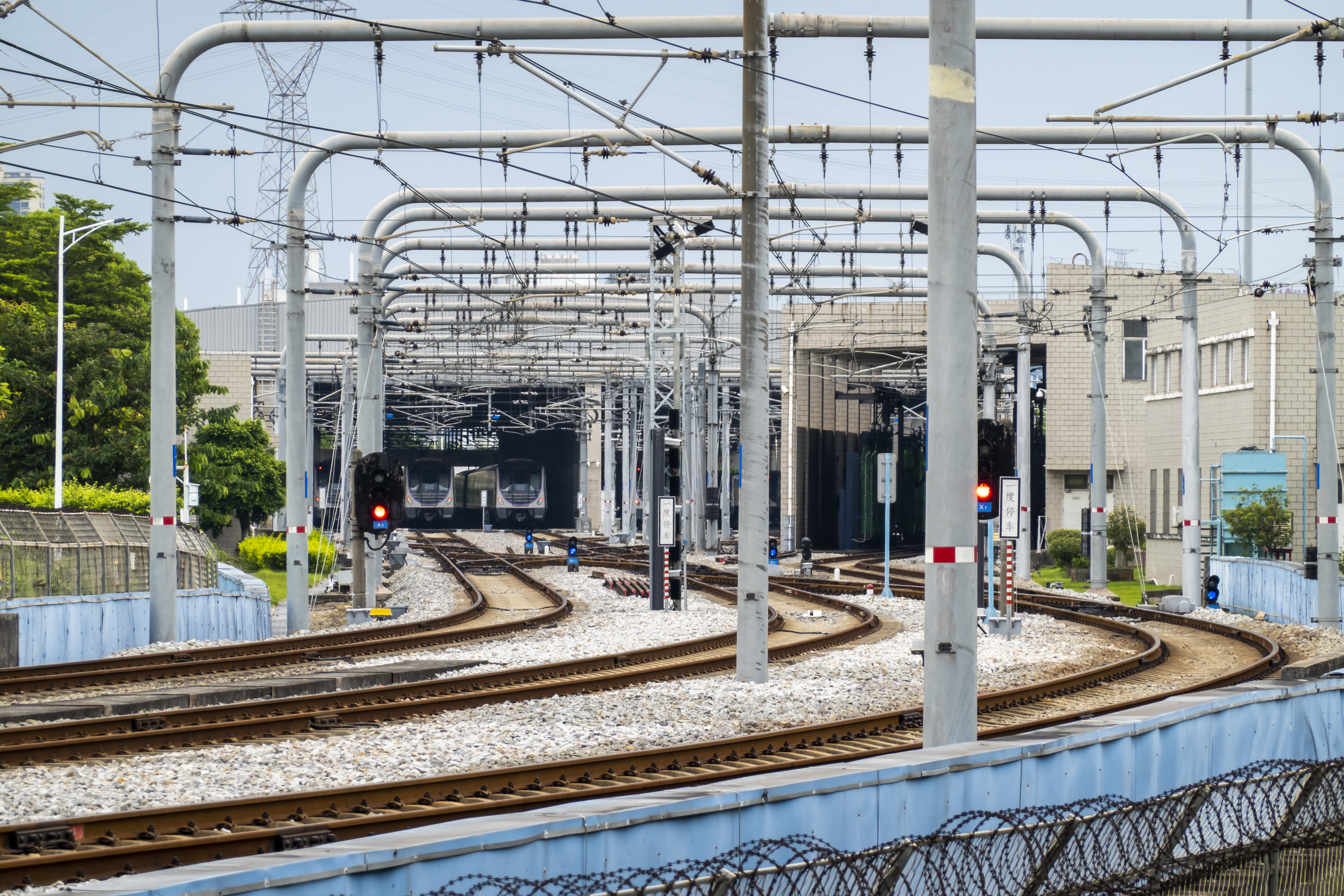
大洲停车场出入段线

大洲停车场总用地面积10.67公顷，总建筑面积2,014平方米，轨道线路总长4.75公里。
大洲停车场与广州中车轨道交通装备有限公司厂区和大洲车辆段相邻，停车场和车辆段可通过广州中车基地内的联络线相连。

## 历史
2010年8月27日，大洲停车场实现“三权”移交。